# Stalagmosoma quadriguttata
Stalagmosoma quadriguttata är en skalbaggsart som beskrevs av John Obadiah Westwood 1874. Stalagmosoma quadriguttata ingår i släktet Stalagmosoma och familjen Cetoniidae. Inga underarter finns listade i Catalogue of Life.